# Kosmos 1001
Kosmos 1001 (ryska: Космос-1001) var en obemannad flygning i det sovjetiska rymdprogrammet. Farkosten sköts upp med en Sojuz-raket, från Kosmodromen i Bajkonur, den 4 april 1978.
Flygningens mål var att testa en modifierad version av Sojuz-T som var anpasad för flygningar till rymdstationerena Saljut 6 och Saljut 7.
Farkosten återinträdde i jordens atmosfär och landade i Sovjetunionen den 15 april 1978.